# Новокемеровська ТЕЦ
Новокемеровська ТЕЦ — теплова електростанція у Кемеровській області Росії.
В 1955—1959 роках ввели в дію першу чергу, яка мала шість парових котлів та шість парових турбін загальною потужністю 105 (за іншими даними — 1,7) МВт. Є відомості, що обладнання для неї отримували за рахунок репарацій з Німеччини.
В 1963, 1965, 1965 та 1967 роках стали до ладу чотири парові котли другої черги (станційні номери 7 — 10), які були постачені Таганрозьким котельним заводом та належали до типу ТП-87 з продуктивністю по 420 тонн пари на годину. Від них живились чотири парові турбіни:
- введена в 1963-му турбіна типу ПТ-60-130/12 потужністю 60 МВт (станційний номер 7);
- запущена в 1964-му турбіна виробництва Уральського турбінного заводу типу ПТ-50-130/7 потужністю 50 МВт (номер 8);
- введені у 1966 та 1968 роках дві турбіни від Ленінградського металічного заводу типу Р-50-130 потужністю по 50 МВт (номери 9 та 10).

В 1972, 1975, 1978, 1981 та 1989 роках стали до ладу ще п'ять парових котлів Таганрозького котельного заводу типу ТП-87 з продуктивністю по 420 тонн пари на годину, що дозволило підсилити ТЕЦ чотирма паровими турбінами:
- запущеними в 1972 та 1973 роках двома турбінами виробництва Уральського турбінного заводу типу ПТ-50-130/7 потужністю по 50 МВт (номери 11 та 12);
- введену у 1977-му турбіну від Ленінградського металічного заводу типу Р-50-130 потужністю 50 МВт (номери 13);
- запущену в 1981-му  турбіну Уральського турбінного заводу типу ПТ-135/165-130/8 потужністю 135 МВт (номер 14).

Первісним проектом планувалось також встановлення турбіни № 15 типу ПТ-140/165-130/25 потужністю 140 МВт, проте цю частину плану реалізувати не вдалось.
На тлі запуску третьої черги в 1976—1980 роках обладнання першої черги вивели з експлуатації.
В 1995-му турбіну № 7 замінили на нову від Ленінградського металічного заводу типу ПТР-80-130/13/1.2 потужністю 80 МВт.
У 1999-му запустили ще один котел від Таганрозького котельного заводу типу ТП-87 (номер 16). З іншої сторони, в якийсь момент виведи з експлуатації котел № 7.
В 2002-му вивели з експлуатації турбіну № 8. Натомість в 2009-му ТЕЦ нарешті отримала турбіну № 15 типу Т-120-12.8, яка була постачена концерном «Силові машини» та мала потужність 115 МВт.
Як паливо ТЕЦ використовує вугілля. Наприкінці 1970-х кільком котлам надали можливість спалювати природний газ, який подали до регіону по трубопроводу Нижньовартовськ – Кузбас, проте цей напрямок надалі не отримав розвитку через нестачу ресурсу (природний газ був необхідний передусім для заводу азотної хімії, який обслуговувала Новокемеровська ТЕЦ).
Для видалення продуктів згоряння призначені димарі заввишки 100 та 150 метрів.
Для технологічних потреб використовується вода з річки Том.
Видача продукції відбувається під напругою 110 кВ.